# Jeff Miller

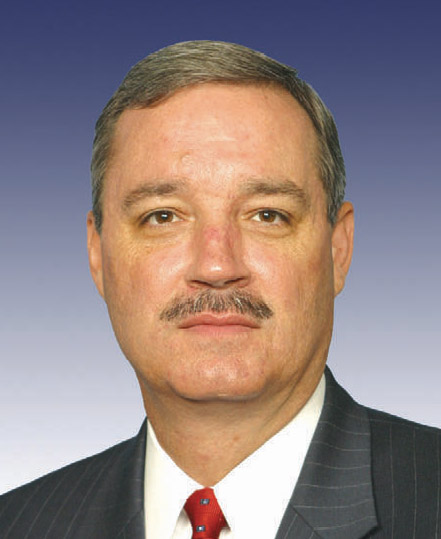
Jeff Miller

Jefferson B. „Jeff“ Miller (* 27. Juni 1959 in Saint Petersburg, Florida) ist ein US-amerikanischer Immobilienmakler und Politiker der Republikanischen Partei. Ab 2001 war er Mitglied des US-Repräsentantenhauses für Florida. Da er im Jahr 2016 nicht mehr zur Wiederwahl antrat, schied er zum 3. Januar 2017 aus dem Repräsentantenhaus aus.

## Biografie
Jeff Miller wurde in Saint Petersburg geboren. Nach dem Abschluss der High School erhielt er 1984 seinen Bachelor of Arts in Journalismus an der University of Florida. Bevor er in die Politik ging, war er als Immobilienmakler und Deputy Sheriff tätig. Politisch gehörte er bis 1997 der Demokratischen Partei an. Dann wechselte er zu den Republikanern. Von 1998 bis 2001 war er Abgeordneter im Repräsentantenhaus von Florida.
In einer Sonderwahl wurde er 2001 als Nachfolger von Joe Scarborough in das Repräsentantenhaus der Vereinigten Staaten gewählt. Er setzte sich mit 66 % der Stimmen gegen den Demokraten Steve Briese durch. Bei den folgenden Wahlen konnte er seinen Sitz immer mit mindestens 69 % der Stimmen verteidigen, wobei er bei den Wahlen 2010 mit 81 % der Stimmen im Amt bestätigt wurde. Er vertrat den ersten Kongressdistrikt von Florida. Miller, der auch 2012 und 2014 wiedergewählt wurde, erklärte seinen Verzicht auf eine weitere Kandidatur im Jahr 2016 und schied am 3. Januar 2017 aus dem Kongress aus. Bis dahin war Mitglied im Streitkräfteausschuss, im United States House Committee on Veterans’ Affairs und im United States House Permanent Select Committee on Intelligence sowie in einem Unterausschuss.
Miller ist verheiratet und hat zwei Kinder sowie zwei Enkelkinder. Er lebt in der Nähe von Pensacola und ist Methodist.